# 1904 na televisão

## Nascimentos
| Data           | Nome               | Profissão              | Nacionalidade  | Observações | Ref   |
| -------------- | ------------------ | ---------------------- | -------------- | ----------- | ----- |
| 2 de junho     | Johnny Weissmuller | ator                   | Estados Unidos | m. 1984     | [ 1 ] |
| 29 de setembro | Greer Garson       | atriz                  | Reino Unido    | m. 1996     | [ 2 ] |
| 3 de dezembro  | Roberto Marinho    | fundador da Rede Globo | Brasil         | m. 2003     | [ 3 ] |

## Mortes
| Data | Nome | Profissão | Nacionalidade | Observações | Ref |
| ---- | ---- | --------- | ------------- | ----------- | --- |